# Srđan Dragojević
Srđan Dragojević (IPA: [sř̩dʑan drâɡojeʋitɕ]) (in serbo cirillico: Срђан Драгојевић; Belgrado, 1º gennaio 1963) è un regista e sceneggiatore serbo.

## Filmografia
- Mi nismo anđeli (1992)
- Slatko od snova (1994)
- Dva sata kvalitetnog programa (1994)
- Lepa sela lepo gore (1996)
- Rane (1998)
- Mi nismo anđeli 2 (2005)
- Carlston za Ognjenku (2006)
- Mi nismo andjeli 3: Rock & roll uzvraca udarac (2006)
- Skartovi (2006)
- Sveti Georgije ubiva azdahu (2007)
- After (2008)
- Parada (2011)
- Atomski Zdesna (2014)